# Lopadium brisbanense
Lopadium brisbanense är en lavart som först beskrevs av C. Knight, och fick sitt nu gällande namn av Alexander Zahlbruckner 1926. Lopadium brisbanense ingår i släktet Lopadium och familjen Ectolechiaceae.   Inga underarter finns listade i Catalogue of Life.